# طاقانک
طاقانک شهری در شهرستان شهرکرد از توابع استان چهارمحال و بختیاری است. مردمان این شهر به زبان ترکی قشقایی سخن می‌کنند.

## تاریخچه
تاریخ نشان میدهد ساکنان فعلی آن از ترکانی هستند که درزمان صفویه به خاک چهارمحال ساکن شده‌اند تا حکومت صفویه که پایه گذار اولین ومقتدر ترین حکومت شیعی در ایران بوده را یاری نمایند.
این شهر در سال ۱۳۴۵شمسی ازجمله روستاهای دهستان لاران در شهرستان شهرکرد محسوب می‌شد که درسال ۱۳۵۵ با تغییر مرز بندی در زمره دهستان هفشجان قرار گرفت. این روستا بعدها به عنوان مرکز دهستان مطرح شد و در سال ۱۳۷۷ به جمع کانون‌های شهری شهرستان شهرکرد افزوده شد.
درنام گذاری ان آرای مختلفی است یکی ازنظریه ها وجود ساختمانهایی با طاق یا سقف کوتاه برای در امان ماندن ازسرمای ۳۰درجه زیر صفر آن در زمستان‌های گذشته دور بوده است.
برخی شواهد حاکی از آن است که در زمانهای نه چندان دور طاقانک توسط دیوارهای بلند وبرج وبارو احاطه بوده است.

## مردم شناسی
مردم طاقانک به زبان‌ ترکی قشقایی تکلم می‌کنند. ترک‌زبانان این شهر از ایل قشقایی هستند که در گذشته به این شهر مهاجرت کردند.

## جمعیت
بر پایه سرشماری عمومی نفوس و مسکن در سال ۱۳۹۵ جمعیت این شهر ۶٬۱۷۰ نفر (در ۱٬۹۴۲ خانوار) بوده‌است.

## موقعیت جغرافیایی
طاقانک در جنوب‌غربی شهرکیان و شرق هفشجان واقع شده‌است. طاقانک از شهرهای طولی است که در موازات جاده خوزستان توسعه یافته‌است.
طاقانک دربخش مرکزی شهرستان شهرکرد ودرفاصله ۱۲کیلومتری آن به سمت جنوب واقع است.
از نظر مختصات جغرافیایی شهر طاقانک ما بین ۵۰٫۵۰ طول جغرافیایی و ۳۲٫۱۳ عرض جغرافیایی واقع می‌باشد که ارتفاع این شهر از سطح دریا برابر۲۰۶۰متر بالغ می‌گردد. از لحاظ آب وهوایی دارای اقلیم معتدل و خشک میباشد و تنها ارتفاعات اطراف این شهر کوه تقه در۵کیلومتری جنوب غرب شهر می‌باشد.
از نظر دین اکثریت ساکنان شهر طاقانک پیرو دین اسلام می باشند به گونه ای که ۹۹درصد مردم شهر شیعه می‌باشند. مردم ترک‌زبان این شهر از قبایل ایل قشقایی محسوب می گردند که در طی سالیان در طاقانک ساکن شده‌اند.

## منطقه یامکان گردشگری ،تفریحی ،توریستی،وسیاحتی
- گردشگری وتفریحی : بوستان نماز
- توریستی وسیاحتی : زیارتگاه شیخ زین الدین واقع در تپه ورودی شهر ازسمت شهرکرد
- زیارتی :امامزاده دو معصوم